# Platymiscium gracile
Platymiscium gracile là một loài loài thực vật họ Đậu (Fabaceae).
Loài này chỉ có ở Peru.